# Gunther Friedl
Gunther Friedl (* 7. November 1971 in München) ist ein deutscher Wirtschaftswissenschaftler. Seit April 2007 ist er Inhaber des Lehrstuhls für Controlling und seit Oktober 2010 Dekan der TUM School of Management an der Technischen Universität München.

## Werdegang
Friedl studierte von zunächst von 1991 bis 1996 Physik an der Technischen Universität München sowie ab 1993 parallel Wirtschaftswissenschaften mit Schwerpunkt Betriebswirtschaftslehre an der Ludwig-Maximilians-Universität München (LMU), währenddessen er auch einen Auslandsaufenthalt an der Universität Pisa in Italien absolvierte. 1996 schloss er das Studium der Physik mit Erlangung des akademischen Grades eines Diplom-Physikers ab, der Abschluss des Studiums der Betriebswirtschaftslehre erfolgte 1998 als Diplom-Kaufmann. Während seiner Studien war er Stipendiat der Hanns-Seidel-Stiftung. Von 1998 bis 2000 schloss sich ein Promotionsstudium an der Ludwig-Maximilians-Universität München an, welches er mit Promotion zum Doktor der Staats- und Wirtschaftswissenschaften (Dr. oec. publ.) abschloss. Von Februar 1998 bis Februar 2000 war er in diesem Zuge Wissenschaftlicher Mitarbeiter am Institut für Produktionswirtschaft und Controlling der LMU. Daran schloss sich die Habilitation an, welche er im Mai 2004 abschloss. Währenddessen war er unter anderem Visiting Scholar an der Stanford University sowie Lehrbeauftragter an der TU München. 2004 folgte er einem Ruf auf die Professur für Betriebswirtschaftslehre an der Johannes Gutenberg-Universität Mainz. Seit 2007 ist Friedl Inhaber des Lehrstuhls für Controlling an der TU München. Im Jahre 2017 war er als Dekan der TUM School of Management wesentlicher Treiber der Kooperation der TU München und der Dieter Schwarz Stiftung zum Aufbau des Campus Heilbronn der TUM. Seit 2025 ist er Mitglied der Geschäftsführung der Dieter Schwarz Stiftung und seine Professur an der TUM ruht temporär.

## Mitgliedschaften
Friedl ist Mitglied im Kuratorium von AIESEC, von Academy Consult sowie von der Deutschen Schutzvereinigung für Wertpapierbesitz (DSW). Außerdem ist er Vertrauensdozent der Hanns-Seidel-Stiftung sowie der Bayerischen Elite-Akademie. Friedl ist Mentor des Max Weber-Programms der Studienstiftung des deutschen Volkes und Vorsitzender des TUM Management Alumni e.V. Zusätzlich ist er Leiter des Ludwig-Fröhler-Instituts sowie Akademischer Direktor des Centers for Energy Markets an der Technischen Universität München.

## Auszeichnungen
2017 erhielt Friedl zum siebten Mal den Best Teaching Award der TUM School of Management der Technischen Universität München. 2013 gewann er den Preis für Exzellenz in der Lehre der Technischen Universität München. 2012 wurde Friedl zum Professor des Jahres (verliehen vom Magazin UNICUM Beruf) sowie zum besten Dozenten der Executive MBA Class of 2012 an der TUM School of Management gewählt. 2011 erhielt Friedl gemeinsam mit Christian Hofmann und Burkhard Pedell den Best Textbook Award des VHB für das Lehrbuch Kostenrechnung.

## Privates
Friedl ist verheiratet und hat drei Kinder.

## Veröffentlichungen (Auswahl)
- Bücher
  - Controlling mit SAP: eine praxisorientierte Einführung mit umfassender Fallstudie und beispielhaften Anwendungen / Gunther Friedl, Burkhard Pedell
  - Kostenrechnung: eine entscheidungsorientierte Einführung / von Gunther Friedl, Christian Hofmann, Burkhard Pedell
  - Übungsbuch zur Kosten- und Erlösrechnung / von Hans-Ulrich Küpper, Gunther Friedl, Christian Hofmann, Burkhard Pedell
  - Systeme der Kosten- und Erlösrechnung / von Marcell Schweitzer, Hans-Ulrich Küpper, Gunther Friedl, Christian Hofmann, Burkhard Pedell
  - Ökonomische und rechtliche Grenzen der Kürzung bei der Ermittlung des betriebsnotwendigen Eigenkapitals / Gunther Friedl, Jürgen Kühling

- Herausgeber
  - Junior Management Science, Department-Editor Controlling und Steuern